# Burgruine Obertettelham
Die Burgruine Obertettelham ist die Ruine einer spätmittelalterlichen Höhenburg auf dem 597 m ü. NHN hohen Schlossberg Tettelham über dem Ortsteil Tettelham des Marktes Waging am See im Landkreis Traunstein in Bayern und war Sitz eines Pfleggerichts. Die Anlage wird als Bodendenkmal unter der Aktennummer  D-1-8042-0079 im Bayernatlas als „Burgstall des Mittelalters und der frühen Neuzeit ("Burg Tettelham" bzw. "Schlossberg") mit zugehörigem Wirtschaftshof ("Hofbauer")“ geführt. Ebenso ist sie unter der Aktennummer D-1-89-162-87 als denkmalgeschütztes Baudenkmal von Tettelham verzeichnet.

## Geschichte

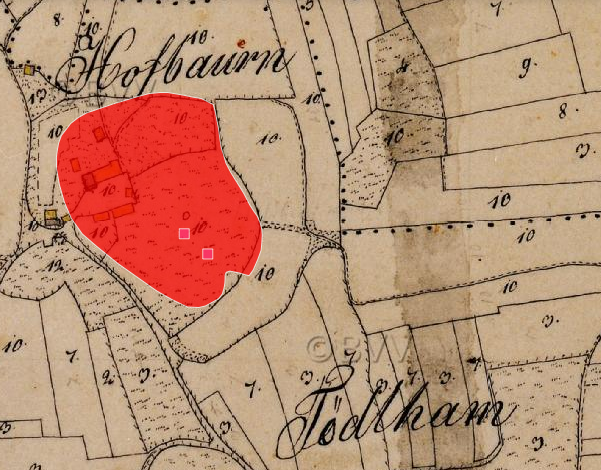
Lageplan von Burgruine Obertettelham auf dem Urkataster von Bayern

Die Burg war Sitz der Herren von Tettelham, welche Ministerialen (Dienstmannen) der Grafen von Kraiburg und später der Grafen von Plain waren. Das Dorf Tettelham wurde bereits unter Erzbischof Friedrich 1324 salzburgisch. Die Burg wurde 1343 vom Salzburger Erzbischof Ortolf von Weißeneck erworben und später Sitz eines Gerichts. 1349 findet man hier als Pfleger Ekkolf von der Wart. Nach der Abfindung der Erben aus dem Geschlecht der Toerring überließ der Erzbischof die Feste den Herren von Tann, mit denen er allerdings wegen der Feste Lichtentann in Streit geriet. Zwar fielen die Herzöge von Bayern auf Veranlassung der Tanner in das Land um Tettelham ein, aber bei einem Schiedsgericht von 1358 bzw. 1362 wurde Tettelham endgültig dem Salzburger Erzbischof zugesprochen. Als Grenzfeste war Tettelham wiederholt Angriffen von Bayern ausgesetzt, weswegen die Anlage stark befestigt wurde. Hartneid der Ältere von Kuchl gelangte in den Pfandbesitz von Burg und Gericht Tettelham. 1367 ist hier sein Sohn Hartneid der Jüngere als Pfleger auf der Feste. Nachdem das Pfand unter Erzbischof Pilgrim ausgelöst war, war Georg Frauenberger von Hag 1427–1461 Pfleger auf Tettelham. Sein gleichnamiger Sohn überfiel 1471 die Feste und nahm den seit 1469 bestellten Pfleger Georg Haunsberger von Vachenlueg gefangen. Der bayerische Herzog befreite den Haunsberger, die 1000 Gulden, die Georg Haunsberger als Darlehen erhalten hatte, mussten in der Folge die nachfolgenden Pfleger übernehmen, zuletzt war dies Hans Münich zu Münichhausen, der 1526 auch das Urbaramt Waging und 1530 die Pflege von Halmberg verliehen wurde. Nach einem Brand wurde die Burg um 1505 unter Erzbischof Leonhard von Keutschach wieder aufgebaut. 1553 wurde sein Nachfolger Georg Auer zu Gessenberg, der 1560 auch das Urbargericht Waging erhielt. Auch dessen Sohn Hans Jakob Auer residierte hier. 1682 erhielt der Pfleger Wolf Dominik von Überacker die Erlaubnis auf Schloss Gessenberg umzuziehen, die Akten mussten aber noch zu Tettelham verwahrt werden. Zwischen 1683 und 1685 wurden in Waging die Häuser für ein neues Pfleggericht fertiggestellt und diese Funktion ging 1697 auf Waging über, die Burg überließ man dem Verfall. Von der ehemaligen Burganlage zeugen noch geringe Mauerreste. 